# Томислав Манић
Томислав Манић Манда (Пирот, 1933) је српски и македонски певач. Најпознатији је по песмама Кажи зашто ме остави и Црвени рози.

## Биографија и каријера
Рођен је 1933. године у Пироту где је завршио основну школу и Пиротску гимназију. Одрастао је у породици Љубице и Петра Манића, заједно са четири сестре и два брата. Преселио се у Скопље 1951. године како би студирао историју.
Прву студијску песму под називом Индијана, снимио је 1956. године на Радију Скопље. Током каријере снимио је више од 520 песама, за које је добио велики број признања и награда.

## Дискографија

### Синглови и епови
- 1970. Грчке пјесме (Југотон)
- 1972. Жута липа/Љубав се мора вратити (Југотон)[2]

### Компилације
- 1997. Томислав Манић Манда и Љупка Апостолова - Песни На Нашата Младост 2 ‎ (самостални издање)
- 2011. Драган Гјаконовски, Драган Мијалковски, Диме Поповски, Нина Спирова, Виолета Томовска, Даниела Панчетовић, Зоран Милосављевић, Томислав Манић, Љупка Димитровска, Веле Матевски - From The Author's Album ‎ (СОКОМ)